# St. Nikolai (Saalfeld/Saale)

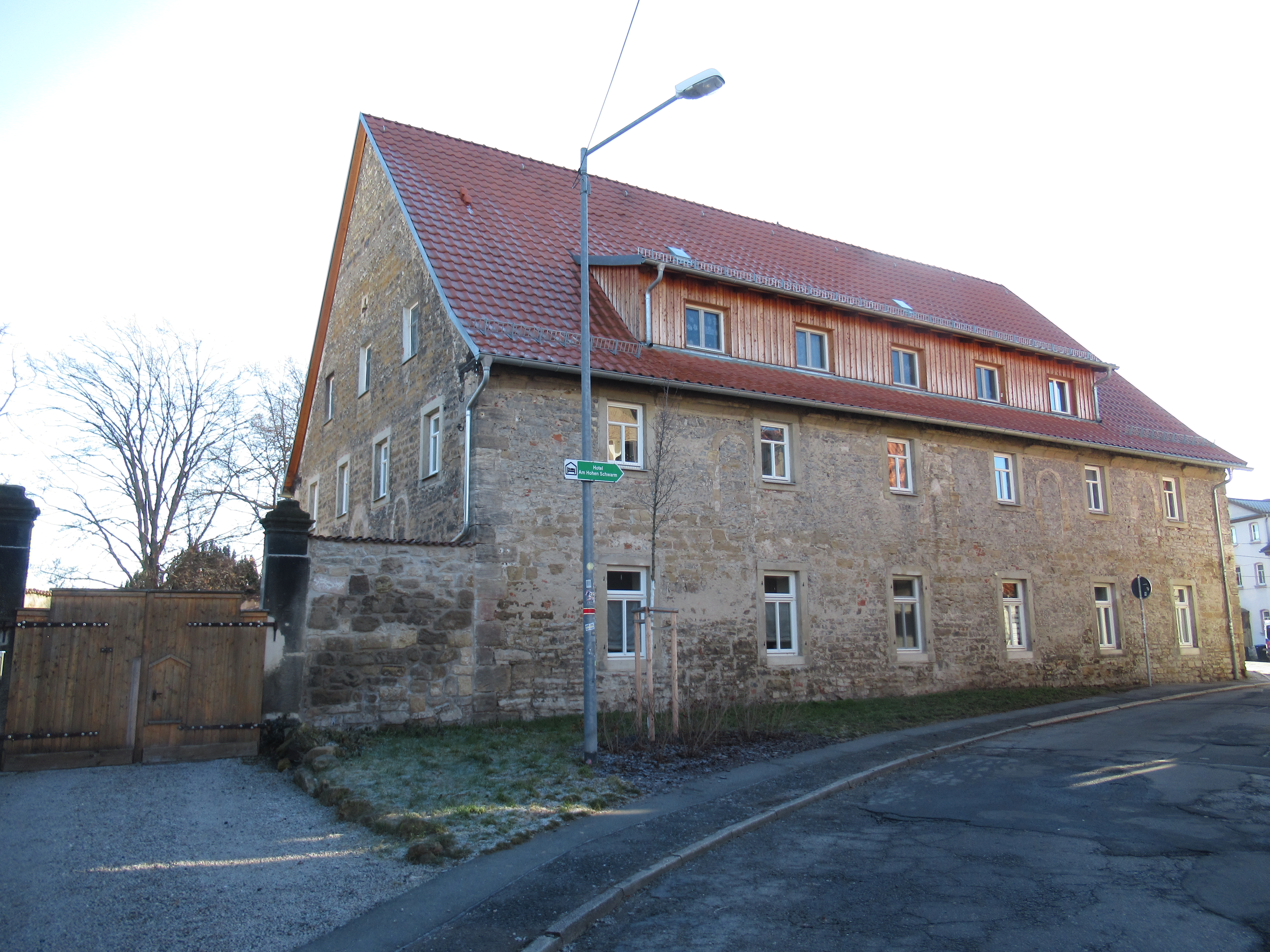
Die ehemalige Nikolauskirche in Saalfeld

Die ehemalige evangelische Kirche St. Nikolai steht in unmittelbarer Nähe der Burgruine Hoher Schwarm westlich der Saale in der Nähe des Marktplatzes von Saalfeld im Landkreis Saalfeld-Rudolstadt in Thüringen.`

## Geschichte
Die Nikolaikirche wurde im 12. Jahrhundert in romanischen Stil erbaut. Sie ist somit das älteste errichtete Gotteshaus der Altstadt und diente als Pfarrkirche für die Marktsiedlung.
Man nimmt aber auch an, dass sie einst Burgkapelle der Königspfalz war.
Im 15. Jahrhundert brauchte man sie als Lager und später als Getreidespeicher. Außerdem war sie Remise für den herzoglichen Wagenpark und als Reithalle eingerichtet, bevor sie Zuckerrübenfabrik wurde. 1850 diente sie als Armenhaus und heute ist es ein Wohnhaus. Alles ging nicht spurlos an ihr vorüber.
Die ehemalige Kirche ist in die Liste der Kulturdenkmale in Saalfeld/Saale eingetragen.